# 岩崎勝平
岩﨑 勝平（いわさき かつひら、1905年8月15日 - 1964年9月10日）は、日本の洋画家。「孤独と貧困の鬼才」などと呼ばれる。

## 概要
1905年（明治38年）8月15日、埼玉県川越町（現川越市）に生まれた。本名は「かつへい」と読む。父は育太郎、母は育太郎の後妻の満つ。育太郎は川越商業会議所副会頭を勤めるなど川越の有力者で、勝平の叔父には福澤諭吉の娘婿で「日本の電力王」と呼ばれた実業家の福澤桃介、伯母には「激情の歌人」として知られる女流歌人の杉浦翠子がいる。翠子の夫は洋画家の杉浦非水。
川越中学校（現埼玉県立川越高等学校）在学時から絵画の世界に惹かれ杉浦非水の紹介で岡田三郎助の本郷洋画研究所へ通う。卒業後、2浪して1925年に東京美術学校（現東京芸術大学）西洋画科に入学、藤島武二に師事する。1930年に本科を卒業後、1936年（昭和11年）の文展に出品した『小憩』が選奨（文部大臣賞に次ぐ賞）になり、翌年の第1回新文展に出品した『焚木はこび』が特選となる、など画壇へ華々しいデビューを果たす。
1939年（昭和14年）、光風会会員となり、また従軍画家として中国大陸に赴き挿絵を読売新聞埼玉版などに発表した。1941年（昭和16年）、斎藤五百枝の娘・百譽と結婚。しかし懐妊していた百譽が死去、死因をめぐって五百枝と争いとなり、勝平は画壇を去った。また、父の育太郎も死去し、後妻の子であった勝平は兄弟たちに冷遇され経済的に困窮することとなる。
その後、長い放浪生活に入るが詳細は分かっていない。終戦後、川越に戻り死ぬまで絵の具も買えない貧困と孤独な生活が続いた。友人の川端康成や河北倫明の励ましだけが精神的な支えで、鉛筆による素描を続けた。このデッサンは非常な好評を博し、エドマンド・ブランデンの激賞を受けたが、勝平は健康を害し暮らしは楽にはならなかった。死期を予感し新制作展に出品するも落選、失意のうちに1964年（昭和39年）9月、肺がんで死去した。享年59。墓は、川越市の真行寺。
勝平の作品のいくつかは生地川越にあった田中屋美術館が所蔵していたが、同館の閉館後は新設された川越市立美術館に移されている。

## 主な作品
- 東京百景
- 女十二題
- 薬水を汲む[10]